# Sjöstugan i Myggenäs

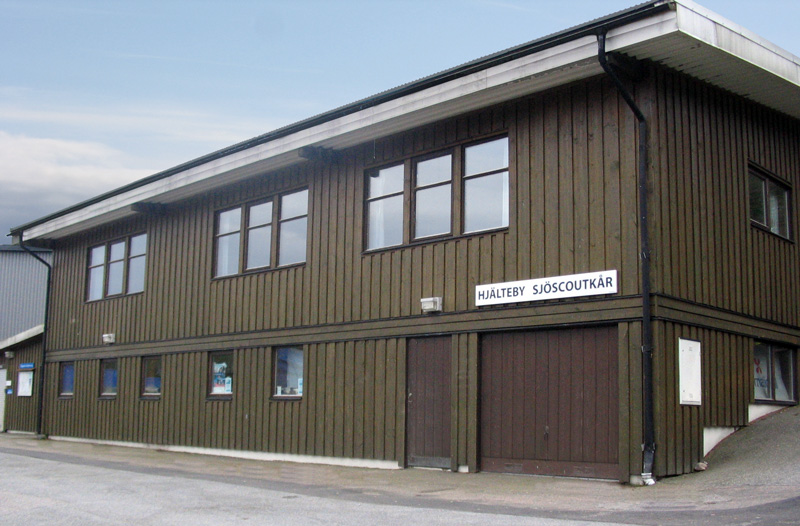
Sjöstugan i vinkel från nord-väst

Sjöstugan är en fest- och samlingslokal som ligger i hamnen i Myggenäs/Almösund på Tjörn. Den byggdes 1982.
Sjöstugan ägs och förvaltas av Stiftelsen Hjälteby Samlingslokal. Stiftelsen bildades 1977 med Hjälteby sjöscoutkår och Tjörns kommun som stiftare . Undervåningen används för sjöscoutverksamhet och övervåningen som fest- och samlingslokal.